# Tête inductive
 (novembre 2016).
Si vous disposez d'ouvrages ou d'articles de référence ou si vous connaissez des sites web de qualité traitant du thème abordé ici, merci de compléter l'article en donnant les références utiles à sa vérifiabilité et en les liant à la section « Notes et références ».

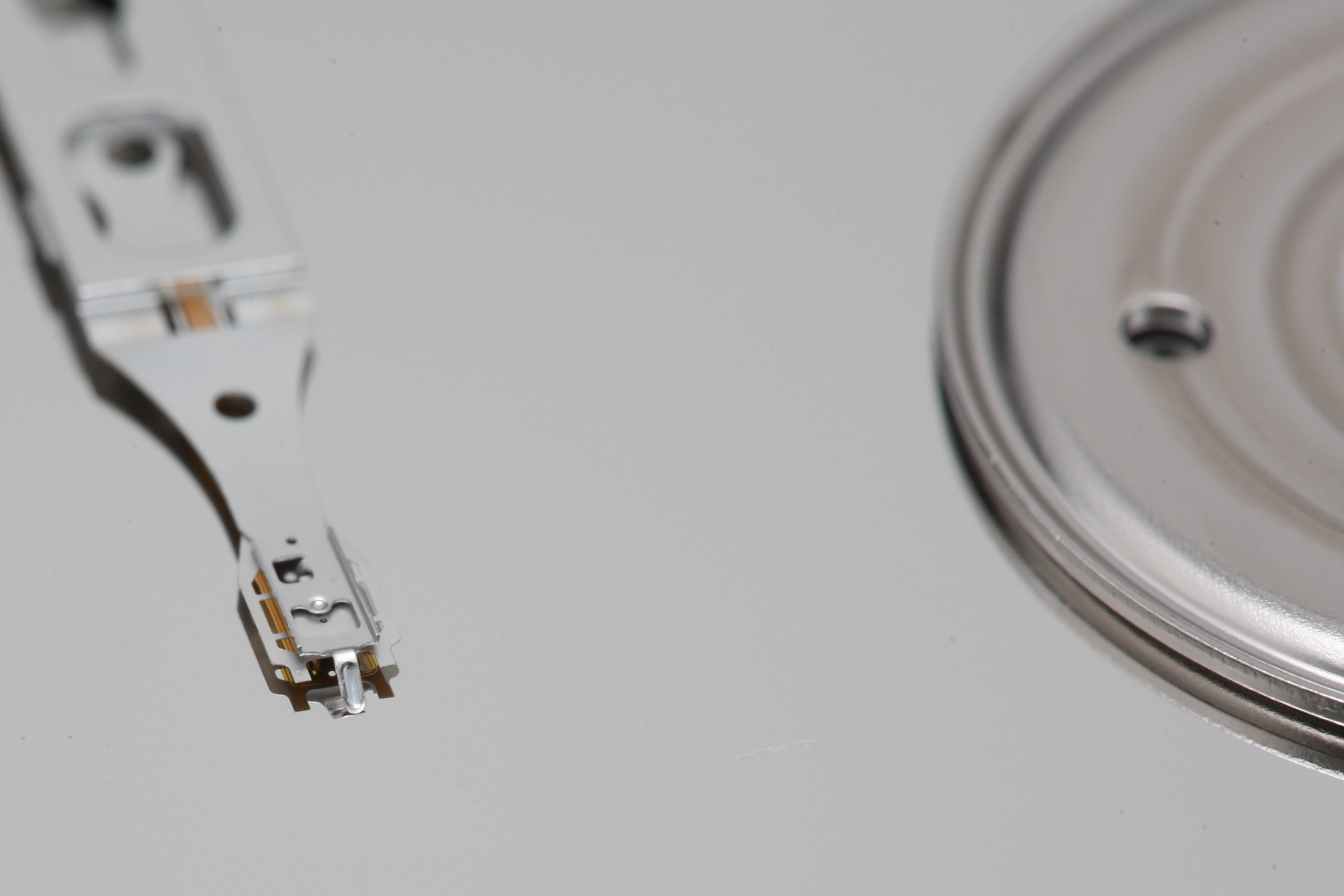
Plateau et tête de disque dur Toshiba HDD2189 2,5". Macro 1:1.

La tête inductive est l'un des trois types de têtes de lecture existant sur les disques durs.
Pour exécuter les fonctions de lecture et d'écriture, le système à tête inductive n'est constitué que d'un seul électroaimant.

## Fonctionnement

### En mode lecture
Lorsqu'une zone magnétique, grâce à la rotation du disque, passe à proximité de l'électroaimant, il se forme un courant électrique dans le bobinage. Ce courant est détecté et permet de savoir quelles sont les informations enregistrées sur le disque.

### En mode écriture
La tête d'écriture est dite « inductive », c'est-à-dire qu'elle est capable de générer un champ magnétique. C'est en polarisant négativement ou positivement la surface du disque que la tête est capable d'y inscrire des informations. Ces deux états suffisent car le disque dur ne stocke que des données binaires. Quand l'électroaimant est sous tension, il produit un champ magnétique qui, par induction, crée sur le disque une zone magnétique durable.